# Flughafen Agra

i8
i11
i13
Der ca. 168 m hoch gelegene Flughafen Agra (englisch Agra Airport; auch Kheria Airport) ist ein militärisch und zivil genutzter Flughafen gut 6 km (Fahrtstrecke) südwestlich der Millionenstadt Agra im nordindischen Bundesstaat Uttar Pradesh nahe der Grenze zum Bundesstaat Rajasthan.

## Geschichte
Der Flughafen wurde noch während der britischen Kolonialzeit im Zweiten Weltkrieg als Militärflughafen gebaut. Nach der Unabhängigkeit Indiens im Jahr 1947 wurde er dem neu gegründeten Staat übergeben.

## Verbindungen
Es bestehen nationale Verbindungen zu den Flughäfen der Städte Lucknow, Bhopal, Mumbai und Bengaluru.

## Sonstiges
- Betreiber des Flughafens sind die Indian Air Force und die Airports Authority of India.
- Es gibt zwei mit ILS ausgestattete Start- und Landebahnen mit 2743 m bzw. 1818 m Länge.

## Zwischenfälle
- Am 25. Juni 1955 kollidierte eine Douglas DC-3/C-47 der Indischen Luftstreitkräfte (Luftfahrzeugkennzeichen unbekannt) während des Fluges nahe dem Flughafen Agra mit einer anderen DC-3/C-47 der Indischen Luftstreitkräfte. Alle 11 Insassen kamen ums Leben, ebenso alle 8 Insassen der anderen DC-3.[4]

- Am 25. Juni 1955 kollidierte eine Douglas DC-3/C-47 der Indischen Luftstreitkräfte (Kennzeichen unbekannt) während des Fluges nahe dem Flughafen Agra mit einer anderen DC-3/C-47 der Indischen Luftstreitkräfte. Alle 8 Insassen kamen ums Leben, ebenso alle 11 Insassen der anderen DC-3.[5]

- Am 23. Februar 1980 verunglückte eine Fairchild C-119G der Indischen Luftstreitkräfte (Kennzeichen unbekannt) beim Start auf dem Flughafen Agra. Bei dem Versuch, zu früh hochzuziehen, um einem Radfahrer auf der Startbahn auszuweichen, kam es zum Strömungsabriss. Die Maschine stürzte über die rechte Tragfläche ab und explodierte. Alle 46 Insassen kamen ums Leben.[6]